# Pietro Migliaccio
Pietro Antonio Migliaccio (Catanzaro, 17 maggio 1934 – Roma, 16 gennaio 2020) è stato un medico, nutrizionista e divulgatore scientifico italiano.

## Biografia
Si laureò in Medicina e Chirurgia presso l'Università La Sapienza di Roma. Sposò Maria Teresa Strumendo.
Ricercatore dell’Istituto Nazionale della Nutrizione - rinominato Istituto Nazionale di Ricerca per gli Alimenti e la Nutrizione (INRAN) - svolse a Roma, per oltre 25 anni, sia la professione di nutrizionista e dietologo clinico sia l'attività didattica come docente di scienza dell’alimentazione e specialista in gastroenterologia presso alcune università italiane. Il 12 marzo 2010 fu nominato all'unanimità presidente della Società italiana di scienza dell'alimentazione (SISA), dove negli ultimi tempi rivestiva la carica di presidente emerito.
Su nomina di Rosy Bindi, la Ministra della salute di allora, a marzo 1999 fece parte del Comitato scientifico per il supporto e il controllo della campagna per la sicurezza alimentare nella Comunità europea. Autore di varie pubblicazioni scientifiche in ambito biochimico e della nutrizione, tra cui il Manuale di Nutrizione Umana tra presente e futuro, giunto alla sua XIV edizione e L'alimentazione del bambino con patologia oncologica, diede il nome a numerosi regimi dietetici, tra i quali la "dieta del gelato". Pioniere della divulgazione scientifica sul tema di un'alimentazione sana, divenne un volto noto della televisione come ospite ricorrente della trasmissione I fatti vostri in onda su Rai Due, dove dal 21 settembre 2009 aveva una sua rubrica fissa.
È morto a Roma il 16 gennaio 2020 in seguito ad un malore improvviso.

## Opere
- Pietro Antonio Migliaccio, Manuale di nutrizione umana tra presente e futuro, Fefè, 2010, ISBN 9788895988085.
- Pietro Antonio Migliaccio, L'alimentazione e il bambino con patologia oncologica, Rai Eri, 2008, ISBN 9788839714534.